# Changzhi (ort)
Changzhi är en ort i Kina. Den ligger i provinsen Shanxi, i den norra delen av landet, omkring 300 kilometer söder om provinshuvudstaden Taiyuan. Antalet invånare är 699 514.
Runt Changzhi är det ganska tätbefolkat, med 192 invånare per kvadratkilometer. Changzhi är det största samhället i trakten. Trakten runt Changzhi består till största delen av jordbruksmark.
Genomsnittlig årsnederbörd är 656 millimeter. Den regnigaste månaden är juli, med i genomsnitt 187 mm nederbörd, och den torraste är december, med 2 mm nederbörd.